# Harlan Ellison

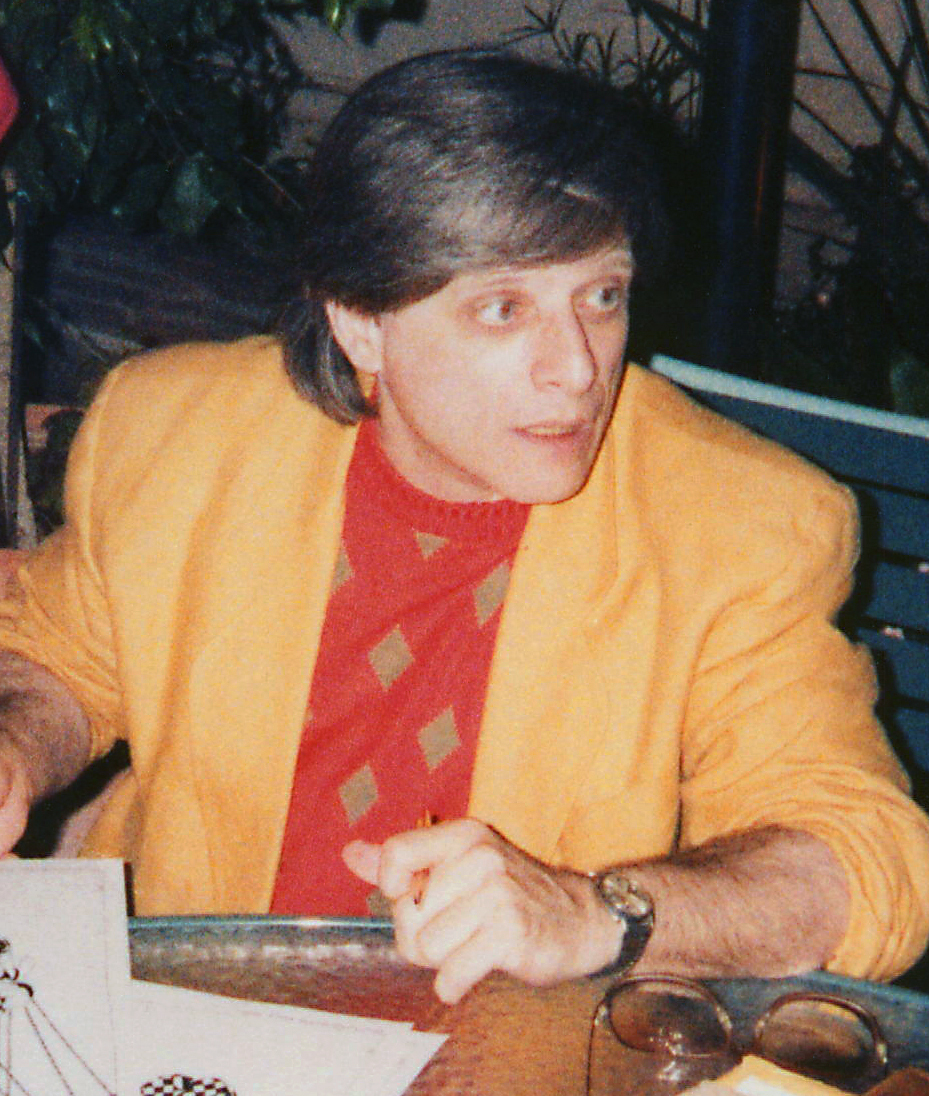
Harlan Ellison in 1986

Harlan Jay Ellison (Cleveland (Ohio), 27 mei 1934 - Los Angeles, 28 juni 2018) was een Amerikaans schrijver van sciencefiction en fantasy en criticus. Ellison was een van de grootmeesters van het korte verhaal en de novelle en heeft een indrukwekkende hoeveelheid literaire prijzen vergaard (zie onderstaand overzicht). 
Ellison heeft geschreven voor de originele serie van Star Trek en was creatief adviseur voor de televisieseries The Twilight Zone (jaren 80 versie) en Babylon 5. Ook is hij redacteur van de succesvolle bloemlezingenserie Dangerous Visions.

## Prijzen
Hugo Award
- Repent Harlequin Said the Ticktockman (beste korte verhaal, 1966)
- I Have No Mouth and I Must Scream (beste korte verhaal, 1968)
- City on the Edge of Forever (best dramatische presentatie, 1968)
- Dangerous Visions (speciale prijs, 1968)
- The Beast That Shouted Love at the Heart of the World (beste korte verhaal, 1969)
- Again, Dangerous Visions (speciale prijs voor bloemlezingen, 1972)
- The Deathbird (beste 'novelette', 1974)
- Adrift Just Off the Islets of Langerhans: Breedtegraad 38° 54' N, Longitude 77° 00' 13" W (beste 'novelette', 1975)
- Jeffty is Five (beste korte verhaal, 1978)
- Paladin of the Lost Hour (beste 'novelette', 1986)

Nebula Award
- 'Repent, Harlequin!' Said the Ticktockman (beste korte verhaal, 1965)
- A Boy and His Dog (beste novelle, 1969)
- Jeffty is Five (beste korte verhaal, 1977)

Locus Award
- The Region Between (beste korte verhaal, 1970)
- Basilisk (beste korte verhaal, 1972)
- Again, Dangerous Visions (beste bloemlezing, 1972)
- The Deathbird (beste korte verhaal, 1974)
- Adrift Just Off the Islets of Langerhans: Breedtegraad 38° 54' N, Longitude 77° 00' 13" W (beste 'novelette', 1975)
- Croatoan (beste korte verhaal, 1976)
- Jeffty Is Five (beste korte verhaal, 1978)
- Count the Clock That Tells the Time (beste korte verhaal, 1979)
- Djinn, No Chaser (beste 'novellette', 1983)
- Sleepless Nights in the Procrustean Bed (beste non-fictie, 1985)
- Medea - Harlan's World|Medea: Harlan's World (beste bloemlezing, 1986)
- Paladin of the Lost Hour (beste 'novelette', 1986)
- With Virgil Oddum at the East Pole (beste korte verhaal, 1986)
- Angry Candy (beste verzamelbundel, 1989)
- The Function of Dream Sleep (beste 'novellette', 1989)
- Eidolons (beste korte verhaal, 1989)
- Mefisto in Onyx (beste novelle, 1994)
- Slippage (beste verzamelbundel, 1998)

Bram Stoker Award
- The Essential Ellison (beste verzamelbundel, 1987)
- Harlan Ellison's Watching (beste non-fictie, 1989 - ex aequo)
- Mefisto in Onyx (beste novelle, 1993 - ex aequo)
- Chatting With Anubis (beste korte verhaal, 1995)
- Life achievement award (1995)
- I Have No Mouth and I Must Scream (beste andere media - audio, 1999)

## Gedeeltelijke bibliografie
Verzamelbundels
- Gentleman Junkie (1961)
- Ellison Wonderland (1962)
- Paingod (1965)
- I Have No Mouth and I Must Scream (1967)
- Love Ain't Nothing but Sex Misspelled (1968 - fictie en non-fictie)
- The Beast Who Shouted Love at the Heart of the World (1969)
- Approaching Oblivion (1974)
- Deathbird stories (1975)
- Strange Wine (1978)
- Shatterday (1980)
- Stalking the Nightmare (1982)
- Angry Candy (1988)
- Slippage (1996)
- Troublemakers (2001)

In Nederland zijn twee verzamelbundels samengesteld:
- De Helden van de Highway (1973) [vertaling door Anton Quintana]
- Hoe kan ik schreeuwen zonder mond (1977)

Romans
- Web of the City (1958)
- The Sound of a Scythe (1960)
- Spider Kiss (1961)

Non-fictie
- Memos from Purgatory (1961)
- The Glass Teat (1970 - essays over televisie)
- The Other Glass Teat (1975 - essays over televisie)
- Harlan Ellison's Watching (1989)
- The Harlan Ellison Hornbook (1990)

Bloemlezingen
- Dangerous Visions  (1967)
- Again Dangerous Visions (1972)
- Medea: Harlan's World (1985 - een experiment met verhalen in een gedeelde wereld met o.a. Frank Herbert en Ursula K. Le Guin)

Computergames
- I Have No Mouth and I Must Scream (1995)